# PAL (sustav kodiranja boje)
PAL (kratica za phase-alternating line, phase alternation by line ili phase alternation line) sustav je kodiranja boje u analognoj televiziji koji se koristi u mnogim dijelovima svijeta, uključujući i Hrvatsku. Osmislio ga je njemački inženjer Walter Bruch.
Pojam PAL se često koristi kao sinonim za format slike na analognim i digitalnim medijima (npr. VHS 25 slika/50 poluslika u sekundi koje imaju po 625 linija ili DVD 576i), iako se kao sustav kodiranja koristi u nekim zemljama i uz druge norme emitiranja, npr. PAL-M i PAL-N.
Druga dva sustava koja se koriste u svijetu su SECAM i NTSC.